# Rheocricotopus chalybeatus
Rheocricotopus chalybeatus är en tvåvingeart som först beskrevs av Edwards 1929.  Rheocricotopus chalybeatus ingår i släktet Rheocricotopus och familjen fjädermyggor. Arten är reproducerande i Sverige. Inga underarter finns listade i Catalogue of Life.